# Kleiner Lafatscher
Kleiner Lafatscher – szczyt w paśmie Karwendel, w Alpach Wschodnich. Leży w Austrii, w kraju związkowym Tyrol, przy granicy z Niemcami. Sąsiaduje z Großer Lafatscher.
Pierwszego wejścia, 26 maja 1881 r., dokonali A. Zott, H. Zametzer, F. Kilger i H. Schwaiger.